# 2016-os Honda Indy Toronto
A 2016-os Honda Indy Toronto volt a 2016-os IndyCar Series szezon tizenegyedik futama. A versenyt július 17-én rendezték meg a kanadai Torontóban. A versenyt az NBCSN közvetítette.

## Nevezési lista
| Csapat                         | Első versenyző | Első versenyző     | Második versenyző | Második versenyző | Harmadik versenyző | Harmadik versenyző | Negyedik versenyző | Negyedik versenyző |
| ------------------------------ | -------------- | ------------------ | ----------------- | ----------------- | ------------------ | ------------------ | ------------------ | ------------------ |
| Team Penske                    | 2              | Juan Pablo Montoya | 3                 | Hélio Castroneves | 12                 | Will Power         | 22                 | Simon Pagenaud     |
| Schmidt Peterson Motorsports   | 5              | James Hinchcliffe  | 7                 | Mihail Aljosin    |                    |                    |                    |                    |
| Chip Ganassi Racing Teams      | 8              | Max Chilton        | 9                 | Scott Dixon       | 10                 | Tony Kanaan        | 83                 | Charlie Kimball    |
| KVSH Racing                    | 11             | Sébastien Bourdais |                   |                   |                    |                    |                    |                    |
| A.J. Foyt Enterprises          | 14             | Szató Takuma       | 41                | Jack Hawksworth   |                    |                    |                    |                    |
| Rahal Letterman Lanigen Racing | 15             | Graham Rahal       |                   |                   |                    |                    |                    |                    |
| Dale Coyne Racing              | 18             | Conor Daly         | 19                | Luca Filippi      |                    |                    |                    |                    |
| Ed Carpenter Racing            | 20             | Spencer Pigot      | 21                | Josef Newgarden   |                    |                    |                    |                    |
| Andretti Autosport             | 26             | Carlos Muñoz       | 27                | Marco Andretti    | 28                 | Ryan Hunter-Reay   |                    |                    |
| Andretti Herta Autosport       | 98             | Alexander Rossi    |                   |                   |                    |                    |                    |                    |

## Időmérő
Az időmérőt július 16-án, délután tartották. A pole-pozíciót Scott Dixon szerezte meg Hélio Castroneves és Simon Pagenaud előtt.
| Helyezés              | #  | Versenyző          | Csapat                         | Első csoport | Második csoport | Top 12    | Fast 6    |
| --------------------- | -- | ------------------ | ------------------------------ | ------------ | --------------- | --------- | --------- |
| 1.                    | 9  | Scott Dixon        | Chip Ganassi Racing            |              | 1:00,1866       | 1:00,0143 | 59,9073   |
| 2.                    | 3  | Hélio Castroneves  | Team Penske                    | 1:00,4910    |                 | 59,8562   | 59,9425   |
| 3.                    | 22 | Simon Pagenaud     | Team Penske                    | 1:00,2386    |                 | 1:00,0299 | 1:00,2293 |
| 4.                    | 12 | Will Power         | Team Penske                    |              | 59,7747         | 1:00,0065 | 1:00,4085 |
| 5.                    | 11 | Sébastien Bourdais | KVSH Racing                    |              | 1:00,1466       | 1:00,1971 | 1:00,4221 |
| 6.                    | 5  | James Hinchcliffe  | Schmidt Peterson Motorsports   | 1:00,6291    |                 | 1:00,4584 | 1:00,5637 |
| 7.                    | 18 | Conor Daly         | Dale Coyne Racing              | 1:00,4913    |                 | 1:00,5693 |           |
| 8.                    | 21 | Josef Newgarden    | Ed Carpenter Racing            |              | 1:00,3688       | 1:00,5885 |           |
| 9.                    | 2  | Juan Pablo Montoya | Team Penske                    |              | 59,9964         | 1:00,6532 |           |
| 10.                   | 7  | Mihail Aljosin     | Schmidt Peterson Motorsports   |              | 1:00,5384       | 1:00,6635 |           |
| 11.                   | 19 | Luca Filippi       | Dale Coyne Racing              | 1:00,5552    |                 | 1:00,7784 |           |
| 12.                   | 10 | Tony Kanaan        | Chip Ganassi Racing            | 1:00,5297    |                 | 1:00,8561 |           |
| 13.                   | 41 | Jack Hawksworth    | A.J. Foyt Enterprises          | 1:00,6930    |                 |           |           |
| 14.                   | 8  | Max Chilton        | Chip Ganassi Racing            |              | 1:00,6372       |           |           |
| 15.                   | 26 | Carlos Muñoz       | Andretti Autosport             | 1:00,7712    |                 |           |           |
| 16.                   | 15 | Graham Rahal       | Rahal Letterman Lanigan Racing |              | 1:00,7088       |           |           |
| 17.                   | 83 | Charlie Kimball    | Chip Ganassi Racing            | 1:00,9060    |                 |           |           |
| 18.                   | 28 | Ryan Hunter-Reay   | Andretti Autosport             |              | 1:00,8721       |           |           |
| 19.                   | 98 | Alexander Rossi    | Andretti Herta Autosport       | 1:01,2087    |                 |           |           |
| 20.                   | 14 | Szató Takuma       | A.J. Foyt Enterprises          |              | 1:01,4012       |           |           |
| 21.                   | 20 | Spencer Pigot      | Ed Carpenter Racing            | 1:01,3360    |                 |           |           |
| 22.                   | 27 | Marco Andretti     | Andretti Autosport             |              | 1:01,4384       |           |           |
| HIVATALOS VÉGEREDMÉNY |    |                    |                                |              |                 |           |           |

## Rajtfelállás
| Rajtsor | Belső ív | Belső ív           | Külső ív | Külső ív          |
| ------- | -------- | ------------------ | -------- | ----------------- |
| 1.      | 9        | Scott Dixon        | 3        | Hélio Castroneves |
| 2.      | 22       | Simon Pagenaud     | 12       | Will Power        |
| 3.      | 11       | Sébastien Bourdais | 5        | James Hinchcliffe |
| 4.      | 18       | Conor Daly         | 21       | Josef Newgarden   |
| 5.      | 2        | Juan Pablo Montoya | 7        | Mihail Aljosin    |
| 6.      | 19       | Luca Filippi       | 10       | Tony Kanaan       |
| 7.      | 41       | Jack Hawksworth    | 8        | Max Chilton       |
| 8.      | 26       | Carlos Muñoz       | 15       | Graham Rahal      |
| 9.      | 83       | Charlie Kimball    | 28       | Ryan Hunter-Reay  |
| 10.     | 98       | Alexander Rossi    | 14       | Szató Takuma      |
| 11.     | 20       | Spencer Pigot      | 27       | Marco Andretti    |

## Verseny
A versenyt július 17-én, délután tartották. Dixon könnyedén őrizte meg vezető helyét Castroneves és Pagenaud előtt. Az első kör izgalmait Kimball szolgáltatta, aki a nyolcas kanyarban megforgott, kivágta Rahal bal hátsó gumiját, majd ezután még Hunter-Reay is eltalálta a pálya közepén veszteglő autót. 5 körrel később Montoya Newgarden előzése közben ért hozzá az amerikai autójához, a pálya közepén egy szárnydarabot hagyva, emiatt pályára gurult a Pace Car. A kerékcserék sorát a három kiállásos stratégiát követő Kanaan kezdte meg, utána nyolc körrel érkezett a két Schmidt Peterson Motorsports pilóta. A 26. körben Castroneves érkezett egy bal első defekt miatt nem tervezett kiállásra, majd a következő három körben az esélyesen nagy része is megjárta a boxutcát. Pagenaud a boxkiállása után Long Beach-hez hasonlóan ismételten átlépte a fehér vonalat, de újra csak figyelmeztetésben részesítették. Ez a versenyhétvége szintén nem kedvezett az Andretti Autosportnak, a 26. körben Muñoz autója lelassult, egy körrel később pedig Marco Andretti egyik aerodinamikai elemeként funkcionáló feldüggesztése tört el. A 44. és az 50. kör között ismét pályára gurult a Pace Car, mivel az ötös kanyarban a belső kerékvető egy része széttört. Az 57. körben megkezdőtött a második kiállások sora, melyet Newgarden balesete forgatott fel. Will Power tökéletesen érkezett a boxba, ezzel pedig feljött a második helyre. Az addig vezető Dixon csak a 14. helyre tudott visszatérni, az újraindítás után szépen haladt, feljött egészen a nyolcadik helyig. Kanaan 9 körrel a leintés előtt kijött üzemanyagért, átadva a vezetést Powernak. Hinchcliffe és Szató hamar jöttek a második kiállásukra, így rajtuk csak a sárga zászló segíthetett, hogy egy plusz kiállás nélkül fejezhessék be a versenyt. Szerencséjükre Hawksworth és Montoya is az ötös kanyar gumifalában végezték a versenyüket, pályára gurult a Pace Car. Az eredmény már nem változott, Power megnyerte a futamot Castroneves és a hazai versenyző, Hinchcliffe előtt.
| Helyezés              | #  | Versenyző          | Csapat                         | Futott kör (Kiesés oka) | Rajthely | Élen töltött körök száma | Pont |
| --------------------- | -- | ------------------ | ------------------------------ | ----------------------- | -------- | ------------------------ | ---- |
| 1.                    | 12 | Will Power         | Team Penske                    | 85 (1:42:38,6925)       | 4        | 10                       | 51   |
| 2.                    | 3  | Hélio Castroneves  | Team Penske                    | 85                      | 2        | –                        | 40   |
| 3.                    | 5  | James Hinchcliffe  | Schmidt Peterson Motorsports   | 85                      | 6        | –                        | 35   |
| 4.                    | 10 | Tony Kanaan        | Chip Ganassi Racing            | 85                      | 12       | 16                       | 33   |
| 5.                    | 14 | Szató Takuma       | A.J. Foyt Enterprises          | 85                      | 20       | –                        | 30   |
| 6.                    | 7  | Mihail Aljosin     | Schmidt Peterson Motorsports   | 85                      | 10       | –                        | 28   |
| 7.                    | 11 | Sébastien Bourdais | KVSH Racing                    | 85                      | 5        | 1                        | 27   |
| 8.                    | 9  | Scott Dixon        | Chip Ganassi Racing            | 85                      | 1        | 56                       | 28   |
| 9.                    | 22 | Simon Pagenaud     | Team Penske                    | 85                      | 3        | 1                        | 23   |
| 10.                   | 27 | Marco Andretti     | Andretti Autosport             | 85                      | 22       | –                        | 20   |
| 11.                   | 83 | Charlie Kimball    | Chip Ganassi Racing            | 85                      | 17       | –                        | 19   |
| 12.                   | 28 | Ryan Hunter-Reay   | Andretti Autosport             | 85                      | 18       | –                        | 18   |
| 13.                   | 15 | Graham Rahal       | Rahal Letterman Lanigan Racing | 85                      | 16       | –                        | 17   |
| 14.                   | 19 | Luca Filippi       | Dale Coyne Racing              | 85                      | 11       | –                        | 16   |
| 15.                   | 18 | Conor Daly         | Dale Coyne Racing              | 85                      | 7        | 1                        | 16   |
| 16.                   | 98 | Alexander Rossi    | Andretti Herta Autosport       | 85                      | 19       | –                        | 14   |
| 17.                   | 26 | Carlos Muñoz       | Andretti Autosport             | 85                      | 15       | –                        | 13   |
| 18.                   | 8  | Max Chilton        | Chip Ganassi Racing            | 85                      | 14       | –                        | 12   |
| 19.                   | 20 | Spencer Pigot      | Ed Carpenter Racing            | 85                      | 21       | –                        | 11   |
| 20.                   | 2  | Juan Pablo Montoya | Team Penske                    | 84                      | 9        | –                        | 10   |
| 21.                   | 41 | Jack Hawksworth    | A.J. Foyt Enterprises          | 80 (Baleset)            | 13       | –                        | 9    |
| 22.                   | 21 | Josef Newgarden    | Ed Carpenter Racing            | 57 (Baleset)            | 8        | –                        | 8    |
| HIVATALOS VÉGEREDMÉNY |    |                    |                                |                         |          |                          |      |

## Statisztikák
Az élen töltött körök száma
- Scott Dixon: 56 kör (1–26), (30–59)
- Tony Kanaan: 16 kör (60–75)
- Will Power: 10 kör (76–85)
- Sébastien Bourdais: 1 kör (28)
- Conor Daly: 1 kör (29)
- Simon Pagenaud: 1 kör (27)

## A bajnokság élmezőnyének állása a verseny után
| Pozíció | Versenyző         | Pont |
| ------- | ----------------- | ---- |
| 1       | Simon Pagenaud    | 432  |
| 2       | Will Power        | 385  |
| 3       | Hélio Castroneves | 358  |
| 4       | Scott Dixon       | 349  |
| 5       | Josef Newgarden   | 344  |